# Гіндае (район)
Гіндае — район зоби (провінції) Семіен-Кей-Бахрі, що в Еритреї. Столиця — місто Гіндае.